# Zambia vasúti közlekedése
Zambia vasúthálózata 1 157 km hosszú, mely 1 067 mm-es nyomtávolsággal épült ki. Nemzeti vasúttársasága a Zambia Railways Corporation, mely 1909-ben alakult meg.

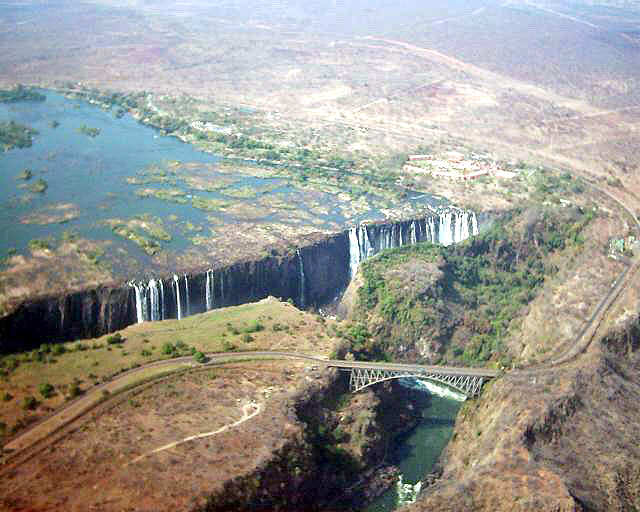
Közúti-vasúti híd a Viktória-vízesés előtt

Zambiában található a híres Viktória-vízesés is, mely előtt vasútvonal is vezet, így az utasok a vonatablakból láthatják a világ egyik leghíresebb vízesését.

## Vasúttársaságok
Az országban két jelentős vasúttársaság üzemel még:
- TAZARA
- Zambia Railways Limited

## Vasúti kapcsolata más országokkal
- Kongói Demokratikus Köztársaság - Ndola és Sakania között - 1067 mm, csak teherszállítás
- Tanzánia -  Kapiri Mposhi-ból, határátkelés Nakondeben (Zambia), tovább Dar es Salaam, TAZARA railway, személy- és teherforgalom is, 1 067 mm
- Malawi - Chipata-Mchinji között a vasút 2010-ben nyílt meg[1]
- Mozambik - nincs közvetlen kapcsolat, de lehetséges Beirából és Maputóból Zimbabwen keresztül, nincs rendszeres személyforgalom
- Zimbabwe - Livingstone felé, keresztül a Victoria vízesés hídon át Bulawayóba, csak teherforgalom
- Botswana - nincs közvetlen kapcsolat, Zimbabwen át lehetséges, de nincs rendszeres személyforgalom
- Namíbia - nincs közvetlen kapcsolat
- Angola - nincs közvetlen kapcsolat